# Snowy Shaw

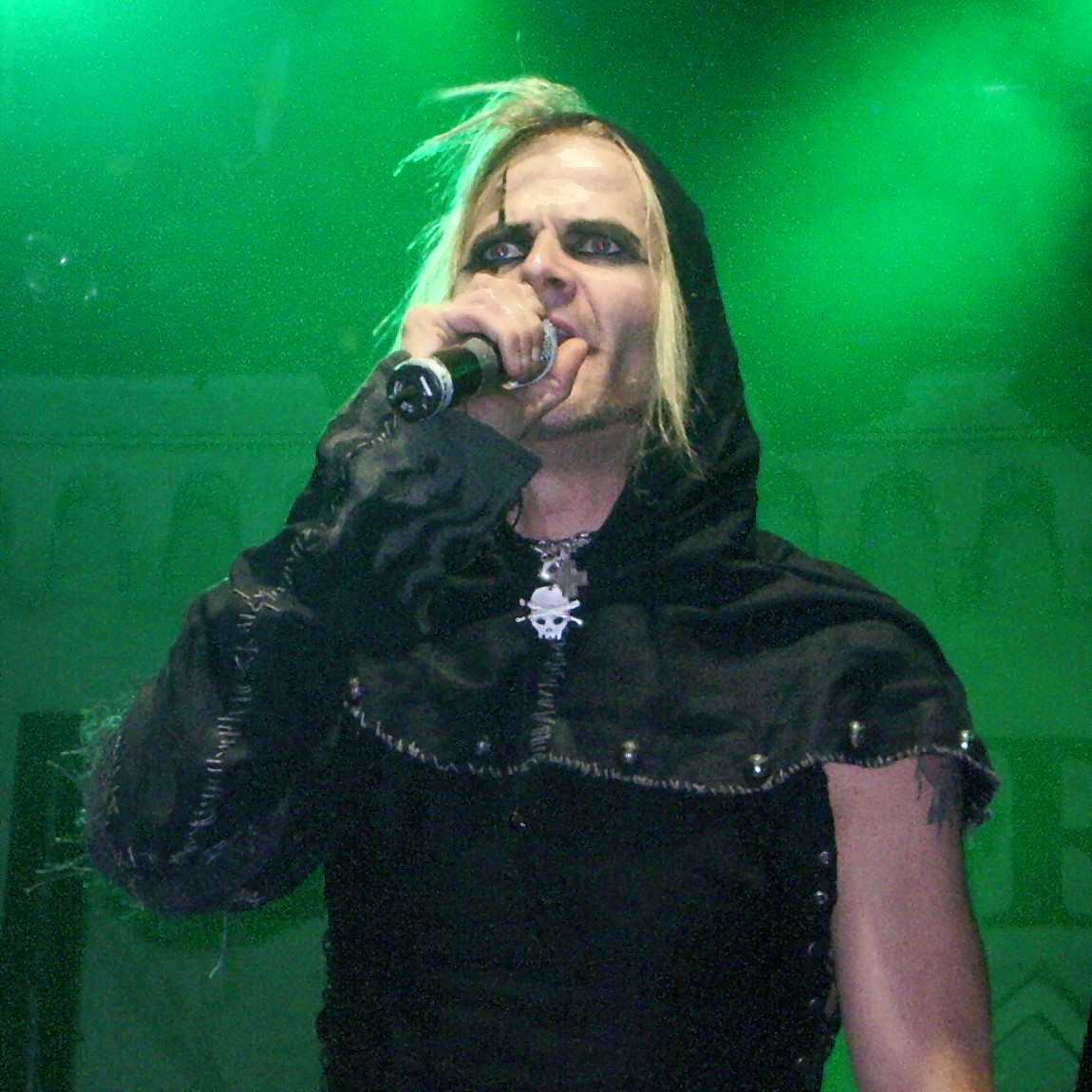
Shaw 2007 in London mit Therion

Snowy Shaw (* 25. Juli 1968 als Tommie Mike Christer Helgesson in Göteborg) ist ein schwedischer Multiinstrumentalist und Sänger. Gelegentlich ist er auch als Produzent, Fotograf und Grafikdesigner tätig. Neben der Aktivität in vielen verschiedenen Metalbands tritt Shaw auch als Solokünstler auf.

## Leben

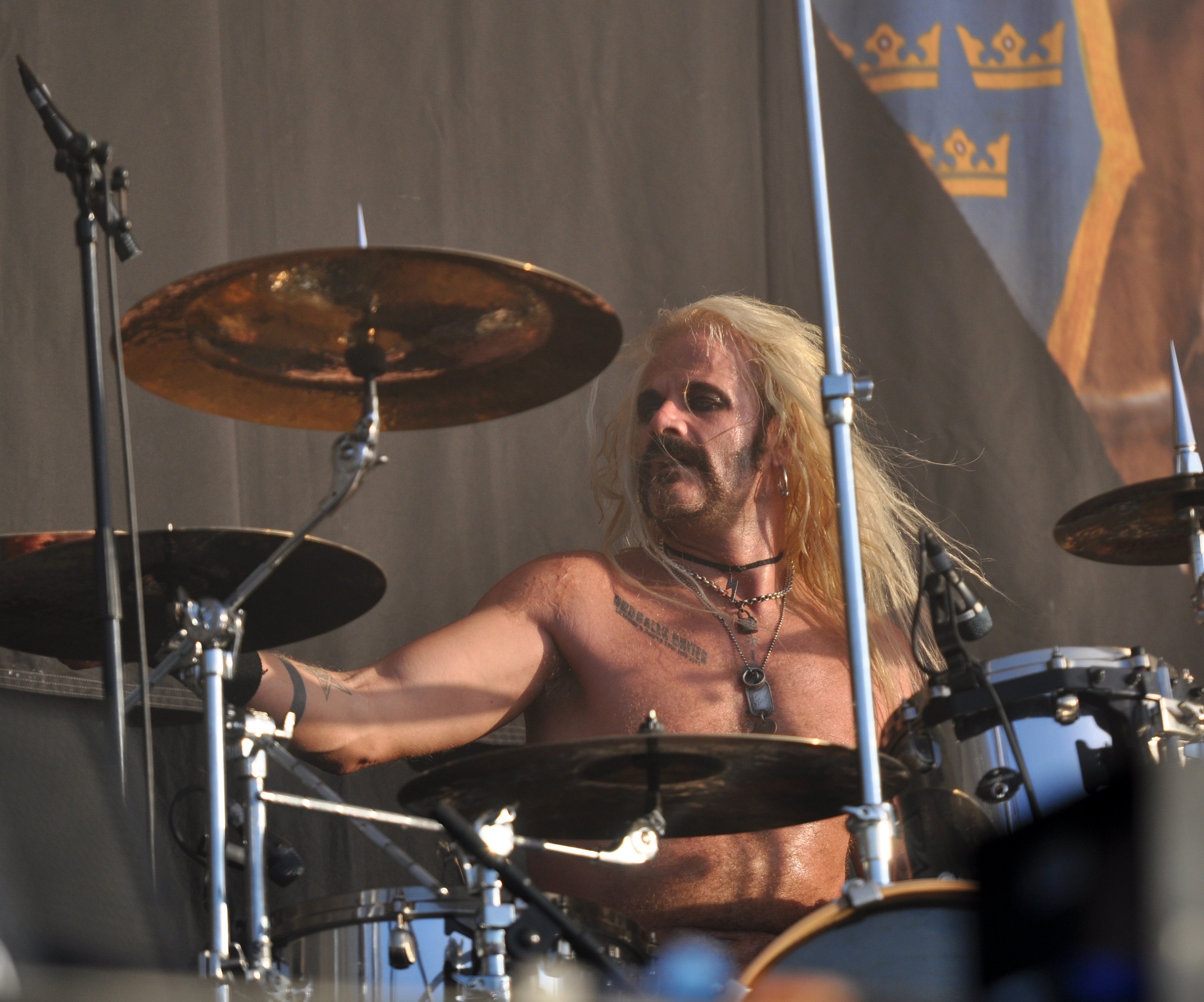
Shaw als Schlagzeuger für Sabaton auf dem Wacken Open Air, 2013

Shaw wurde als Tommie Helgesson in Göteborg geboren und wuchs dort auch auf. Er hat eine Schwester.
Aus musikalischer Perspektive mochte er das Aufwachsen in Göteborg, weil die Stadt groß genug war, um internationale Bands anzuziehen, aber klein genug, dass man sich innerhalb der Musikszene gut kannte. Abgesehen davon, mochte er es, in solch einem liberalen Land wie Schweden aufzuwachsen. Shaws Vater war Alkoholiker. Jener bemerkte dazu später: „My father was a hard working alcoholic while I’m just a hard workaholic [...]“
Den Spitznamen „Snowy“ trug er aufgrund seiner schneeweißen Haare bereits in seiner Schulzeit, später kam „Shaw“ zur Ergänzung für seinen Künstlernamen hinzu. Den Künstlernamen nahm er später als seinen bürgerlichen Namen an.
Peter Criss und das Kiss-Album Destroyer brachten Shaw zum Metal und dem Schlagzeugspiel. Mit dreizehn Jahren begann er das Schlagzeugspiel. Seine Vorbilder waren dabei besonders Mick Tucker, Vinny Appice, Brian Downey, Ian Paice, Anton Fig, Stefan Kaufmann und, nicht zuletzt Mikkey Dee. 1989 löste Shaw Dee als Schlagzeuger von King Diamond ab und blieb bis 1994 in der Band.
Von 1993 bis 1995 spielte er Schlagzeug bei Memento Mori. 1997 gründete Shaw die Band Illwill mit, die sich ein Jahr später auflöste.
Von 1997 bis zu ihrer Auflösung 2004 war Shaw Sänger und Produzent der Gothic-Metal-Band Notre Dame, für die er auch als Multiinstrumentalist tätig war. Von 1999 bis 2006 war er als Mitgründer Schlagzeuger von Dream Evil. Seit 2006 ist Shaw sehr oft mit Therion als Sänger aufgetreten. 2010 war er für einen Tag offizielles Bandmitglied der norwegischen Dark-Metal-Band Dimmu Borgir, nachdem er für die Band bereits etwa sieben Monate für ihr Album Abrahadabra als Bassist und Sänger tätig gewesen war. Er entschied sich gegen eine weitere Zusammenarbeit aufgrund des Gebarens ihrer Managerin.
Seit 2011 bildet er mit Magnus Daun die Power-Metal-Band Mad Architect, die aktuell nur noch ein Duo ist. Nachdem der Sabaton-Schlagzeuger Robban Bäck aus der Band aufgrund seiner Vaterschaft ausgestiegen war, wurde Shaw gefragt, ob er sich als festes Bandmitglied der Band anschließen wolle. Shaw lehnte jedoch ab, weil er sich auf seine Soloprojekte konzentrieren wollte. Als er gefragt wurde, ob er zumindest als Liveaushilfe für sechs Monate einsteigen würde, sagte er zu. Der Vertrag wurde ein weiteres Mal um sechs Monate verlängert, dann folgte Shaw sein ehemaliger Schlagzeugschüler und damaliger Roadie Hannes Van Dahl nach. 2015 trat Shaw auf dem Sabaton Open Air in Falun auf und spielte The Art of War vom gleichnamigen Sabaton-Album, für das die Band auf die Bühne kam und sich ihm anschloss.
2014 gründete er die, in Kopenhagen beheimatete, Heavy-Metal-Band Denner/Shermann als Schlagzeuger mit.
Des Weiteren war Shaw für viele Bands als Gast- und Livemusiker tätig und betreibt sein eigenes Label Wunderwurld Music.

## Stil
Shaw sagt von sich selbst, dass er sich als Schlagzeuger am meisten auf den Gesang konzentriert. Seinen Schlagzeugschülern sagte er, sie sollten, um besser zu werden, Gitarre oder Bass lernen. Für seine Schlagzeugaufnahmen im Studio improvisiert er meistens. Bis 2002 benutzte er stets zwei Bassdrums statt eines Doublebasspedales. Zurzeit benutzt Shaw Schlagzeuge der Firma Tama. Des Weiteren ist er für seine ausgefallenen Schlagzeuge bekannt. Im Memento-Mori-Video zu I Am benutzte er etwa ein Set, dessen Bassdrum beidseitig bespielbar war und das mit sechs Floor Toms bestückt war.
Shaw beherrscht den gutturalen ebenso wie den klaren Gesang.

## Privates und Trivia

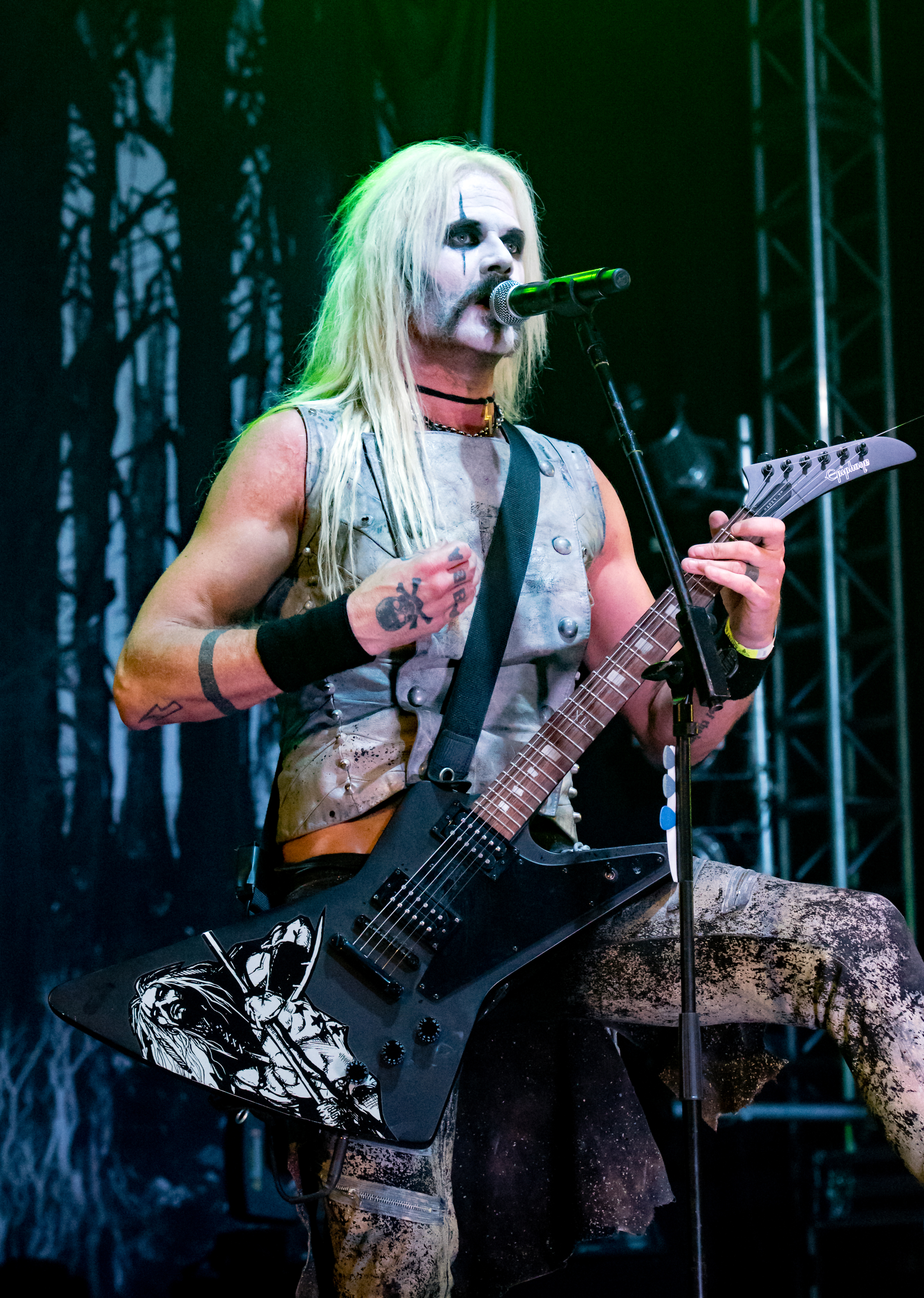
Shaw als Solokünstler beim Wacken Open Air, 2016

Shaw ist verheiratet, engagiert sich für PETA und lehnt jede Form von Religion ab. Den vorgeblichen Satanismus einiger Metalbands begreift er als „gimmick“. Seine Frau, die den Sport selber schon länger betrieb, brachte ihn zum Kickboxen, dem Shaw in seiner Freizeit nachgeht.
Shaw musste sechs Wochen lang mit einem gebrochenen linken Bein mit King Diamond touren, die fehlenden Doublebassstellen ersetzte er durch Schläge auf eine Floor Tom. Als Tourschlagzeuger von Sabaton zog er sich 2013 einen gebrochenen Zeh zu, doch hörte auch damit nicht auf zu touren.

## Diskografieauswahl

### Als Musiker
Es werden nur Alben und Demoaufnahmen aufgeführt. Ausnahmen sind die Gastbeiträge.
Als Solokünstler
- 2011: Snowy Shaw is Alive! (Livealbum)
- 2014: The Liveshow: 25 Years of Madness in the Name of Metal (Livealbum)
- 2015: Live in hell! (Livealbum)
- 2018: White Is the New Black

Mit King Diamond
- 1990: The Eye
- 1992: A Dangerous Meeting (Split)

Mit Memento Mori
- 1993: Rhymes of Lunacy (auch Hintergrundgesang)
- 1994: Life, Death and Other Morbid Tales (auch Stimmen)
- 1995: Welcome to the Black Mark Festivals '95 (Split)

Mit Illwill
- 1997: Revolution (Demo)
- 1998: Evilution (auch Gesang)

Mit Notre Dame
Auf jeder Veröffentlichung war Shaw auch Sänger und Produzent.
- 1998: Notre Dame (Demo) (Gitarren, Bass, Keyboards, Schlagzeug)
- 1999: Hathor’s Place / Abattoir. Abattoir du Noir (Split)
- 1999: Vol. 1: Le Théâtre du Vampire (Gitarren, Bass, Keyboards, Abmischung, Grafikdesign)
- 1999: Nightmare Before Christmas (Abmischung, Grafikdesign)
- 2004: Demi Monde Bizarros (Gitarren, Keyboards)
- 2005: Creepshow Freakshow Peepshow (Livealbum, Bass)

Mit Dream Evil
Auf jeder Veröffentlichung war Shaw Schlagzeuger.
- 2002: DragonSlayer
- 2003: Evilized (Editing, Fotografie)
- 2003: Children of the Night (EP, Fotografie)
- 2004: The Book of Heavy Metal (einige Texte)

Mit Therion
Für Therion war Shaw als Sänger tätig.
- 2007: Gothic Kabbalah
- 2008: Live Gothic
- 2010: Sitra Ahra
- 2012: Les Fleurs du Mal

Mit Mad Architect
- 2013: Journey to Madness (Gesang)
- 2015: Hang High (Gesang, Schlagzeug, Bass, Produktion, Arrangement)

Weitere
- 1994: Mercyful Fate – Time (Schlagzeug)
- 2010: Dimmu Borgir – Abrahadabra (Bass, Gesang)
- 2012: Opera Diabolicus – †1614 (Gesang, Schlagzeug, Fotografie)
- 2014: Raubtier – Opus Magni auf Pansargryning (Gesang)
- 2016: Denner/Shermann – Masters of Evil (Schlagzeug)
- 2017: Pagliacci – A Place To Hide (Gesang)

### In anderen Funktionen
- 2003: Nightrage – Sweet Vengeance (Fotografie)
- 2003: The Crown – Possessed 13 (Fotografie)
- 2004: The Crown – Crowned Unholy (Fotografie)
- 2004: Meduza – Upon the World (Fotografie)
- 2005: Falconer – Grime vs. Grandeur (Fotografie)
- 2006: Kamelot – One Cold Winter’s Night (Video-Regisseur)
- 2012: The CNK – Révisionnisme (Tontechnik, Gesang in Weisses Fleisch)